# セバスティアン・ナヤール
セバスティアン・ナヤール（Sebastián Ricardo Nayar、1988年5月10日 - ）は、アルゼンチン・ブエノスアイレス出身のサッカー選手。ポジションはMF。

## 経歴
ボカ・ジュニアーズではわずか1試合に出場したのみで、2008年7月にレクレアティーボ・ウェルバに移籍した。11月30日のビジャレアルCF戦でデビューし、2008-09シーズンは14試合に出場した。

## 所属クラブ
- 2007-2008  ボカ・ジュニアーズ
- 2008-2009  レクレアティーボ・ウェルバ
- 2010  デポルティーボ・カリ
- 2010-2012  アトランテFC
  - 2011  CAアルドシビ（期限付き移籍）
- 2012-2013  オリウエラCF
- 2013-2014  CDサン・ロケ・デ・レペ
- 2014-2015  AOKケルキラ
- 2015-2016  AEL 1964
- 2016  パネギアリオスFC
- 2017  フロリアーナFC
- 2017  リンカーン・レッド・インプスFC
- 2018  フロリアーナ
- 2018-2019  ハムルーン・スパルタンズFC
- 2020-2021  ヴィクトリア・ホットスパーズFC